# سرخیو ریکو
سرخیو ریکو گونسالس (اسپانیایی: Sergio Rico González‎؛ زادهٔ ۱ سپتامبر ۱۹۹۳) بازیکن فوتبال اهل اسپانیا است.که در پست دروازه‌بان برای الغرافه قطر بازی می کند.
از باشگاه‌هایی که در آن بازی کرده‌است می‌توان به سویا، فولام، پاری سن ژرمن و مایورکا اشاره کرد.
وی همچنین در تیم ملی فوتبال اسپانیا بازی کرده‌است.